# Petit Bénare
Le Petit Bénare est un sommet montagneux de l'île de La Réunion, département d'outre-mer français dans le sud-ouest de l'océan Indien. Culminant à 2 600 mètres d'altitude sur le flanc ouest du massif du Piton des Neiges, il surplombe le cirque naturel de Cilaos au sud-sud-ouest du Grand Bénare. Ce faisant, il se trouve à la frontière entre les communes de Saint-Leu à l'ouest et de Cilaos à l'est, ainsi qu'au cœur du parc national de La Réunion.

## Annexe